# Alcohujate
Alcohujate – gmina w Hiszpanii, w prowincji Cuenca, w Kastylii-La Mancha, o powierzchni 27,29 km². W 2011 roku gmina liczyła 45 mieszkańców.